# Дракинское сельское поселение (Воронежская область)
Дракинское сельское поселение — муниципальное образование в Лискинском районе Воронежской области.
Административный центр и единственный населённый пункт сельского поселения  — село Дракино.

## Население
| 2010  | 2012  | 2013  | 2014  | 2015  | 2016  | 2017  |
| ----- | ----- | ----- | ----- | ----- | ----- | ----- |
| 3253  | ↘3186 | ↘3131 | ↘3065 | ↗3072 | ↘3028 | ↘2993 |
| 2018  | 2021  |       |       |       |       |       |
| ↘2979 | ↗3080 |       |       |       |       |       |